# 海恩茲堡 (紐約州)
海恩茲堡（英語：Hindsburg）是位於美國紐約州奧爾良縣的非建制地區。

## 歷史
海恩茲堡的郵局於1837年設立，其後於1907年停運。

## 地理
海恩茲堡所處的海拔為高於海平面156米（即512英呎），而該地所採用的時區為UTC-5，即北美东部时区（EST）。同時該地設有夏令時間，為UTC-5調快一小時，即UTC-4（EDT）。